# Sceloporus insignis
Sceloporus insignis là một loài thằn lằn trong họ Phrynosomatidae. Loài này được Webb mô tả khoa học đầu tiên năm 1967.